# 愛のバカやろう
「愛のバカやろう」（あいのバカやろう）は、後藤真希のソロ・デビュー・シングル。2001年3月28日発売。

## 解説
カップリング曲は収録されておらず、表題曲の別バージョンとなっている。
2021年には自身のYouTubeチャンネル『ゴマキとオウキ☆』でセルフカバー動画を公開した。

## チャート成績
ソロ・デビュー・シングルで、オリコン週間シングルチャート初登場1位を記録した。ハロー!プロジェクト史上唯一のソロアーティストによる首位となる。
15歳6か月での女性ソロ首位では渡辺満里奈の15歳11か月（曲名：深呼吸して）の女性ソロ最年少記録を14年5か月ぶりに更新、2020年現在においても記録は破られていない。（ソロアーティストの最年少記録は皆川おさむによる6歳9か月。曲名：黒猫のタンゴ）

## 収録曲
全作詞・作曲：つんく
1. 愛のバカやろう - 編曲：鈴木Daichi秀行
2. 愛のバカやろう 〜trance trip version〜 - 編曲：上杉洋史
3. 愛のバカやろう (Instrumental)

## 参加ミュージシャン
愛のバカやろう
- 全ての楽器：鈴木Daichi秀行
- コーラス：つんく